# خوان مانويل فوينتيس
خوان مانويل فوينتيس (بالإسبانية: Juan Manuel Fuentes)‏ (13 نوفمبر 1977 بأورديس في إسبانيا - ) هو لاعب كرة قدم إسباني في مركز الدفاع. لعب مع بونفيرادينا ونادي كومبوستيلا.

## وصلات خارجية
- خوان مانويل فوينتيس على موقع قاعدة بيانات كرة القدم.إي يو (الإنجليزية)